# Hauptverkehrsstraße
Als Hauptverkehrsstraße, meist in Kurzform nur Hauptstraße, wird im allgemeinen Sprachgebrauch eine Straße mit hohem Verkehrsaufkommen und einer wichtigen Verbindungsfunktion bezeichnet. Das Gegenteil zu Hauptstraße bildet die Nebenstraße (Liechtenstein und Schweiz: Nebenstrasse), da sie eine geringere verkehrliche und wirtschaftliche Bedeutung besitzt. Der Begriff umfasst sowohl Innerortsstraßen (Hauptstraßen eines Ortes oder einer Stadt und ihre weiteren Straßen) als auch Fernstraßen (Hauptrouten) respektive Regional- und Lokalstraßen (Nebenrouten bis hin zu ländlichen Güterwegen).

## Deutschland

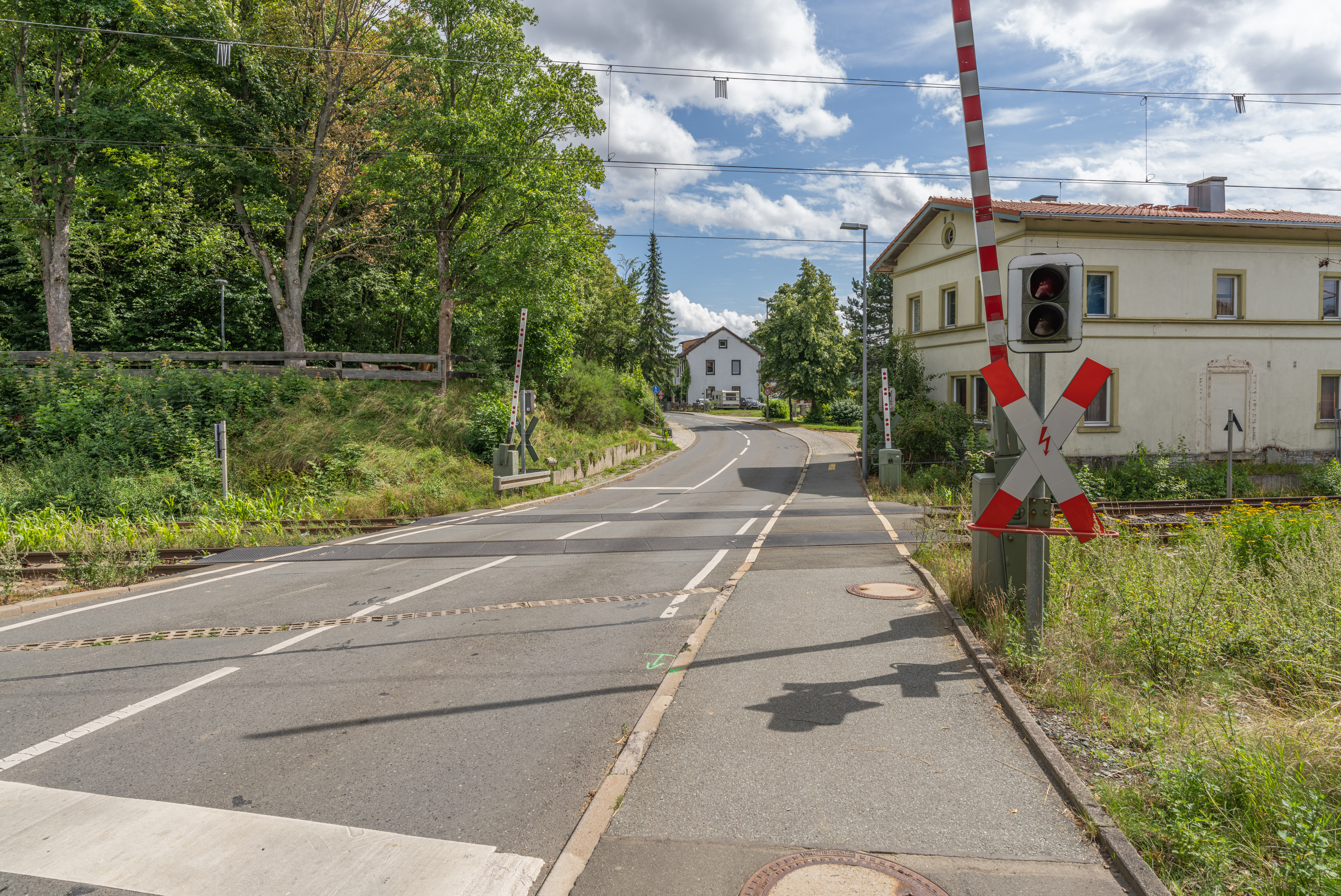
Gleichnamige Hauptstraße in Feilitzsch; Straße leitet den größten Teil des Verkehrs durch den Ort

In Deutschland sind Hauptstraßen bevorrechtigte Stadtstraßen mit hoher verkehrlicher und wirtschaftlicher Bedeutung. Hauptstraßen können dabei sowohl die Funktion einer Bundes-, Landes-, Kreis- oder einer Gemeindestraße übernehmen. Darüber hinaus ist der Begriff jedoch auch in den technischen Straßenbaurichtlinien definiert. Die RAS-N weist der Hauptverkehrsstraße eine Straßenkategorie zu. 
Sie müssen bestimmte bauliche Kriterien erfüllen, welche über die reine Fahrgeometrie der anderen Stadtstraßen hinausgeht. Die Fahrbahnbreite bei zweistreifigen Straßen sollte beispielsweise in der Regel 6,50 Meter betragen, kann aber bei geringem Schwerlast- und Busverkehr auf 5,50 Meter vermindert werden. Bei hohem Schwerlastverkehr kann die Breite auch auf 7,00 Meter erhöht werden. Im Bereich von engen Kurvenradien ist die Fahrbahn zusätzlich aufzuweiten. Um Fußgängern die Überquerung der Fahrbahn zu erleichtern, sollten Verkehrsinseln angeordnet werden. Für die Gestaltung von Hauptstraßen werden in Deutschland die Richtlinien für die Anlage von Stadtstraßen (kurz RASt) angewandt.
Straßen außerhalb von geschlossenen Ortschaften werden in Deutschland nicht als Hauptstraßen, sondern nach ihrer Baulast als Bundes-, Landes-, Kreis- oder Gemeindestraße bezeichnet.
In der DDR wurden die Vorfahrtstraßen als Hauptstraße bezeichnet.

## Österreich
In Österreich gibt es für Hauptstraßen zwei Kategorien nach dem Erhalter, Bundesstraßen (Erhaltung durch die Asfinag des Bundes) und Landesstraßen (Erhaltung durch die Länder). Bundesstraßen sind Autobahnen und Schnellstraßen (Bundesstraßen A und S), sonstige hochrangige Fernstraßen sind Landesstraßen (Landesstraßen B – „ehemalige Bundesstraßen“ – und L). Daneben gibt es vereinzelt wichtigere Privatstraßen, besonders als Alpenübergänge. Diese Kategorisierung ist vom Ortsgebiet unabhängig, selbst in Großstädten sind etliche Durchzugs- und Einfallsstraßen Landesstraßen. Alle Nebenstraßen sind durchwegs Gemeindestraßen, besonders durch Umfahrungen befinden sich viele städtische und dörfliche Hauptstraßen heute in kommunalen Erhaltungen. Im ländlichen Raum gibt es aber als Nebenstraßen auch viele öffentliche ländliche Güterwege, die durch Anrainergemeinschaften erhalten werden.
Abweichend von den anderen Ländern gibt es aber in Wien, das Land und Gemeinde ist, eine Hierarchisierung der Gemeindestraßen in Hauptstraße B (was Landesstraße B der anderen Länder entspricht) und Hauptstraße A (entsprechend Landesstraße L).
Die Bundesstraßen (einschließlich der heutigen Landesstraßen B) entwickelten sich aus den in der ganzen Monarchie durch kaiserliches Patent aus dem Jahr 1726 bestimmten Hauptkommerzialstraßen.
Die Vielfalt der historischen Hauptstraßen der Städte reicht von der engen mittelalterlichen Linzer Gasse in Salzburg über die barocke Prachtstraße der Herrengasse in Graz bis zum neuzeitlichen Boulevard der Ringstraße, Kärntner Straße oder Mariahilfer Straße in Wien – die Namen Linzer Gasse und Kärntner Straße zeigen hier noch die einstige Funktion als Beginn einer Fernstraße. Die Hauptstraßen der Märkte und Dörfer sind von alters her durchwegs diejenigen, die die Ortskirche passieren.

## Schweiz
Siehe: Hauptstrasse und Nebenstrasse